# Crimini internazionali nel conflitto tra Israele e Hamas
Secondo diverse organizzazioni internazionali, durante il conflitto tra Israele e Hamas iniziato il 7 ottobre 2023 sono avvenuti innumerevoli crimini internazionali, tra cui crimini di guerra e crimini contro l'umanità. La Corte penale internazionale ha emesso un mandato di arresto per tali atti contro il capo del governo israeliano Benjamin Netanyahu, il ministro della difesa Yoav Gallant e i leader di Hamas Yahya Sinwar, Mohammed Deif e Ismāʿīl Haniyeh. L'estesa campagna di bombardamenti sulla Striscia di Gaza, la negazione dell'accesso agli aiuti umanitari e le evacuazioni forzate di civili, hanno inoltre portato molti osservatori ad accusare Israele di condurre un genocidio contro gli abitanti della Striscia di Gaza. Il Sudafrica ha intentato una causa contro Israele per violazione della Convenzione sul genocidio davanti alla Corte internazionale di giustizia.

## Crimini da parte di Hamas

### Lancio di missili contro Israele
In occasione dell'attacco del 7 ottobre, secondo i dati forniti dall'esercito israeliano, Hamas avrebbe lanciato 4300 razzi contro Israele, che, nonostante la presenza del sistema di difesa antimissilistico Iron Dome, hanno causato 16 vittime. Nei primi mesi di guerra, sempre secondo i dati militari israeliani, ne sarebbero stati lanciati altri 8000, che hanno causato due vittime. Tra i 18 morti, 4 erano donne e 7 bambini. Secondo l'Alto commissariato delle Nazioni Unite per i diritti umani (OHCHR) si tratta di una modalità di per sé contraria al principio di distinzione previsto dal diritto internazionale. Nel 2024 diversi attacchi con razzi contro aree civili in Israele, sono stati compiuti dall’organizzazione libanese denominata Hezbollah, causando morti e feriti tra la popolazione.

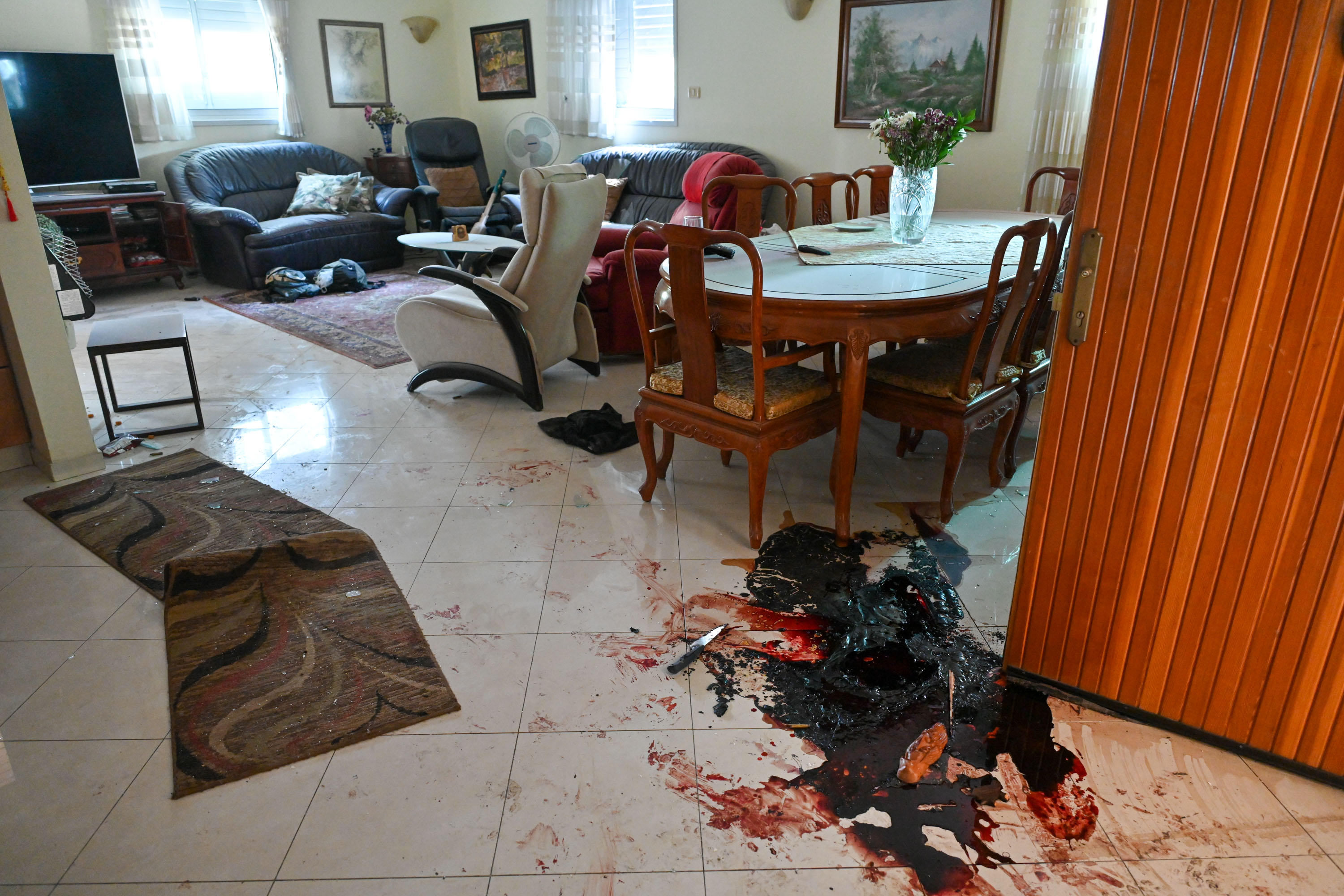
Interno di un'abitazione dopo il massacro di Be'eri

### Presa di ostaggi
In occasione dell'attacco del 7 ottobre vari gruppi armati palestinesi hanno catturato 251 israeliani, sia civili (tra i quali 36 bambini) che militari, portandoli successivamente come ostaggi nella Striscia. Al 22 giugno 2025, 148 di essi sono stati rilasciati in scambi di prigionieri o altre trattative (tra cui 8 morti), l'esercito israeliano ha recuperato 49 ostaggi uccisi (tra cui tre uccisi per errore dalla stessa IDF) e ne ha liberati 8. Cinquanta ostaggi sono ancora a Gaza, tra i quali le forze armate israeliane stimano che 27 siano morti. Secondo quanto riferito dagli ostaggi liberati o rilasciati, le condizioni di prigionia sarebbero state particolarmente dure, con casi di pestaggi, operazioni chirurgiche senza anestesia e violenze sessuali. Gli ostaggi sono stati tenuti in case private (esposte agli attacchi israeliani) o in tunnel sotterranei (con scarsa areazione e scarso se non nullo accesso alla luce solare), ricevendo scarse razioni di cibo e acqua e rimanendo in cattive condizioni igieniche.

### Uso di scudi umani
Gli attacchi a scuole e ospedali sono stati in varie occasioni giustificati da Israele come dovuti all'uso da parte di Hamas di tali infrastrutture come "scudi umani", in particolare a seguito dell'attacco all'ospedale Al-Shifa nel novembre 2023. Accuse di questo tipo sono state ripetute sia da parte di governi esteri alleati di Israele, come il governo britannico, quello statunitense e dalla Commissione Europea che da parte del segretario generale delle Nazioni Unite Antonio Guterres. Secondo OHCHR nella maggior parte dei casi Israele non avrebbe fornito prove sufficienti per dimostrare tali accuse, notando come in ogni caso anche l'uccisione di civili usati come scudi umani rimanga un crimine di guerra.

## Crimini da parte di Israele

### Crimini nella Striscia di Gaza
Le azioni delle forze armate israeliane (IDF) durante le operazioni militari all'interno della Striscia di Gaza sono state da più parti accusate di costituire crimini di guerra e contro l'umanità. Tra le azioni imputate vi sono attacchi indiscriminati sui civili (attraverso massicci bombardamenti su aree densamente popolate, ospedali, scuole, campi profughi e servizi pubblici), torture e violenze sessuali nei confronti dei prigionieri palestinesi ed esecuzioni di civili, l'evacuazione forzata di quasi tutta la popolazione di Gaza e la pulizia etnica di alcune aree, la distruzione del patrimonio culturale di Gaza, attacchi deliberati contro medici, operatori umanitari e giornalisti, fino all'uso deliberato della fame come tattica di guerra. Tali azioni costituirebbero secondo diversi osservatori una punizione collettiva nei confronti dei Palestinesi.

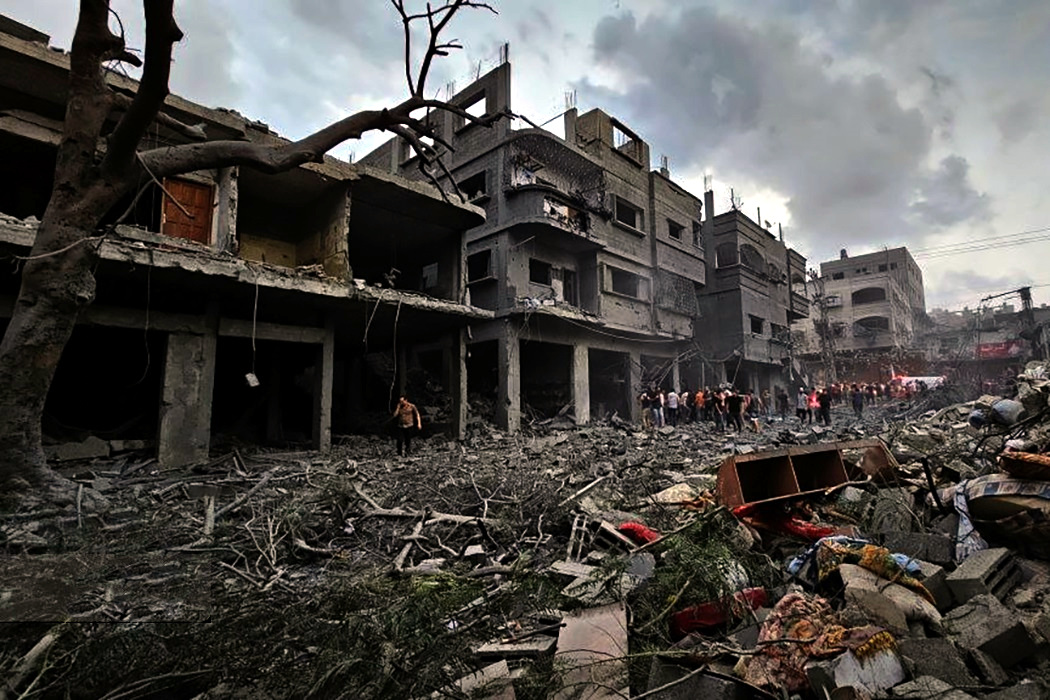
Quartiere di Gaza distrutto da un bombardamento nell'ottobre 2023

#### Uccisioni indiscriminate di civili
In totale all'aprile 2025 i morti palestinesi nel conflitto, secondo i dati del Ministero della Salute controllato da Hamas e citati da diverse organizzazioni internazionali, sarebbero più di 50 000, la maggior parte dei quali civili. Tra di essi, vi sarebbero più di 15 000 bambini, più di 8000 donne e più di 3000 anziani. Secondo OHCHR, la maggior parte delle vittime civili palestinesi sono state causate dall'uso da parte israeliana di missili e bombe su aree densamente abitate (anche se si ritiene possibile che vi possa essere stato qualche caso di missile di Hamas malfunzionante che abbia colpito la popolazione). Israele avrebbe quindi violato principi del diritto umanitario quali la proporzionalità, la distinzione e la precauzione nell'effettuare gli attacchi, nonostante sin dai primi raid fosse chiara l'estensione della distruzione e dei danni causati alla popolazione. L'IDF (che al settembre 2024 aveva riconosciuto l'uccisione di soli 75 civili palestinesi) ha dichiarato che l'obiettivo di tali attacchi era la distruzione della "capacità di governo di Hamas". Secondo OHCHR quindi gli attacchi contro obiettivi civili, come le strutture e le istituzioni amministrative nella Striscia e i loro membri, potrebbero essere intenzionali.
Secondo quanto riportato dal periodico israeliano +972 Magazine e da Human Rights Watch, Israele avrebbe fatto uso di un programma di intelligenza artificiale chiamato Lavender. Il programma sarebbe stato usato per identificare le persone da colpire in quanto sospettati di essere membri dell'ala militare di Hamas o dello Jihad islamico palestinese. Un intervento umano per controllare l'accuratezza dei risultati del programma sarebbe avvenuto soltanto per identificare se l'obiettivo fosse di sesso maschile o femminile, nonostante fosse noto che il 10% degli obiettivi identificati dal programma fossero errati. Tale pratica secondo OHCHR indicherebbe che i militari israeliani considerano di fatto come obiettivi legittimi tutti i palestinesi di sesso maschile. Le forze armate israeliane hanno smentito tale pratica, sostenendo che programmi di intelligenza artificiale vengano usati solo per aiutare l'intelligence a incrociare informazioni. Tali affermazioni secondo OHCHR sarebbero però smentite dalla velocità con cui Israele avrebbe identificato obiettivi da colpire (secondo quanto dichiarato dall'aviazione israeliana sarebbero stati 29 000 solo tra il 7 ottobre 2023 e il 19 febbraio 2024). Inoltre gli obiettivi sarebbero stati colpiti di preferenza nelle proprie case, con un programma apposito denominato "Where is Daddy" usato per capire quando la persona presa di mira fosse rientrata nella propria abitazione, comportando quindi la morte anche dei familiari e dei vicini. A tale proposito una modifica alle regole d'ingaggio israeliane avrebbe permesso di uccidere come "effetto collaterale" fino a 20 vittime civili per ogni membro di Hamas anche in attacchi contro obiettivi di scarsa importanza. Proprio in tali attacchi sarebbero inoltre stati usati missili tradizionali e dunque meno precisi dei missili teleguidati usati per i leader delle organizzazioni terroristiche islamiste (per colpire i quali però le attuali regole d'ingaggio prevederebbero di poter uccidere sino a 100 civili).
Oltre agli attacchi missilistici dal cielo, secondo quanto riportato dalle organizzazioni internazionali anche l'esercito israeliano impegnato nelle operazioni sul terreno avrebbe ucciso volontariamente civili, con alcuni casi di esecuzioni sommarie. Tra gli esempi verificati in modo indipendente da organizzazioni internazionali vi sono: l'uccisione di 11 uomini palestinesi il 19 ottobre 2023 nel quartiere di El-Remal della città di Gaza; l'uccisione di tre ostaggi israeliani che stavano fuggendo dalla prigionia e agitavano un fazzoletto bianco il 15 dicembre 2023 nel quartiere di Ash Shujai’yeh; l'uccisione di due donne nella Chiesa della Sacra Famiglia, sempre a Gaza, il 16 dicembre 2023.

##### Uso di fosforo bianco sui civili
Al febbraio 2024 si erano registrati a Gaza già venti attacchi israeliani con fosforo bianco su città e campi profughi, tra cui Gaza, Khan Younis e Jabalya. Le bombe al fosforo bianco sono ordigni incendiari non ammessi in aree con forte presenza di civili, in quanto causano ferite particolarmente profonde e gravi e possono portare a morti lente e dolorose. Inoltre tali munizioni hanno un forte impatto ambientale, inquinando suolo e false acquifere e aggravando quindi la crisi umanitaria esistente nella Striscia. Il 23 gennaio 2024 OHCR ha formalmente protestato contro la rappresentanza permanente israeliana a Ginevra, senza ottenere risposta.

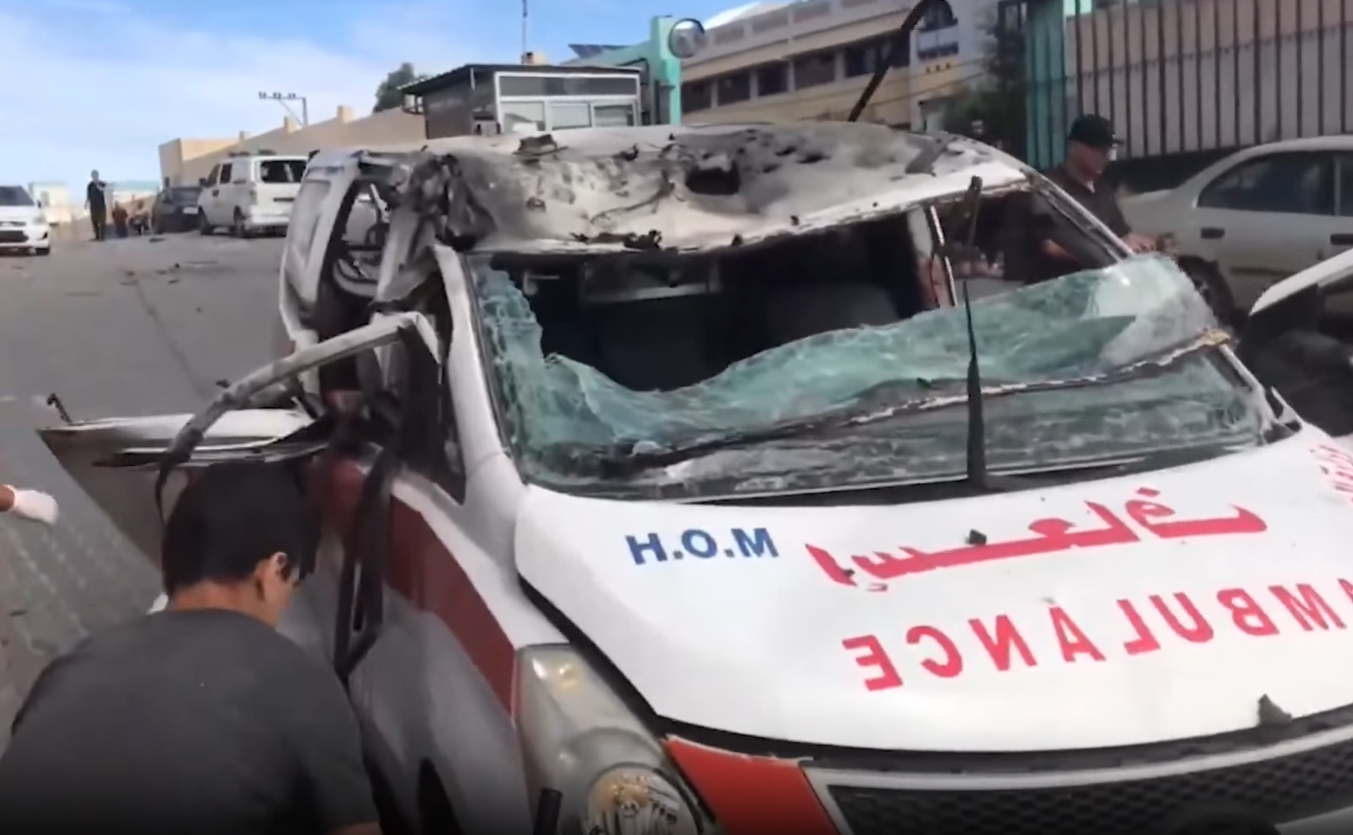
Ambulanza della Mezzaluna Rossa palestinese danneggiata da un bombardamento israeliano

#### Attacchi a ospedali e medici

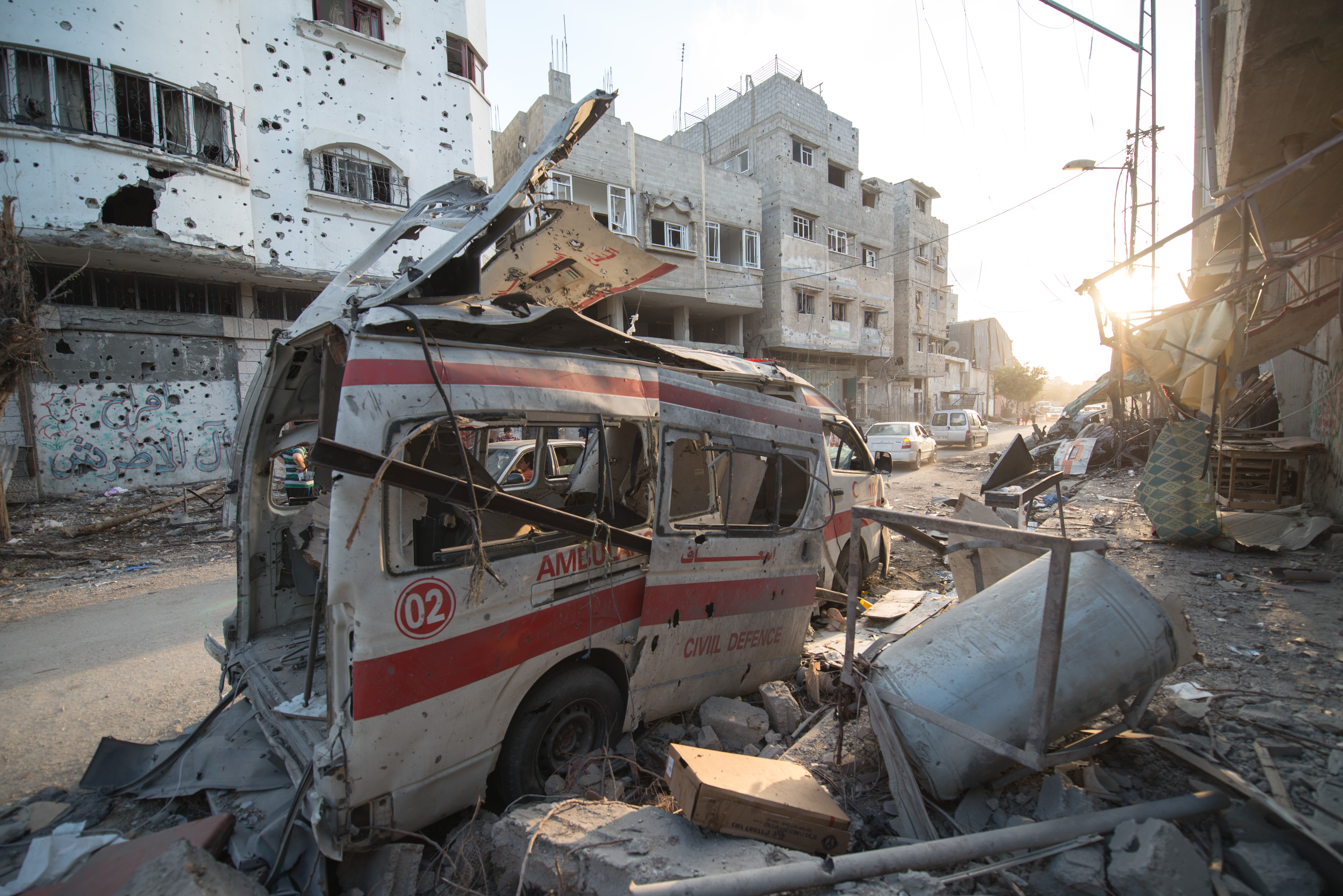
Ambulanza distrutta in un bombardamento israeliano a Shijaiyah

Dall'inizio del conflitto Israele, secondo quanto riportato da OHCR, ha colpito in modo sistematico le strutture sanitarie della Striscia, con attacchi missilistici, raid sia terra all'interno delle strutture, assedi, e l'uso di cecchini. I primi a essere colpiti (tra novembre e dicembre 2023) sono stati l'ospedale Al Shifa nella città di Gaza e gli ospedali Al Awda, Kamal Adwan e l'ospedale indonesiano nel nord della Striscia. Ad essi è seguito l'ospedale martiri di Al Aqsa, nella parte centrale della Striscia e poi, nel marzo 2024, gli ospedali Nasser e Al Amal a Khan Younis.
In occasione degli assalti agli ospedali sarebbero inoltre stati uccisi molti medici e infermieri: secondo quanto dichiarato dal Ministero della Sanità di Gaza, controllato da Hamas, al dicembre 2024 erano stati uccisi più di 1060 medici e infermieri, tra cui anche membri di organizzazioni internazionali, come 42 tra membri e volontari della Mezzaluna Rossa Palestinese. Particolare risalto anche a livello internazionale ha avuto l'uccisione da parte delle forze armate israeliane di 15 paramedici palestinesi la notte del 23 marzo 2025 a un posto di blocco a Rafah, poi sepolti in una fossa comune. Molti altri membri del personale medico sono stati detenuti (sempre secondo le dichiarazioni del Ministero della Sanità di Gaza all'aprile 2024 sarebbero stati 310), come il direttore dell'ospedale Kamal Adwan, Hussam Abu Safiya, così come molti pazienti e persone rifugiatesi negli ospedali.
La distruzione di molti ospedali da parte dell'IDF, o la loro evacuazione forzata, ha portato al collasso del sistema sanitario della Striscia. Secondo le dichiarazioni del Ministero della Salute di Gaza, all'aprile 2024 i posti letto nella Striscia erano diminuiti dell'80%. Al 30 aprile 2025, secondo i dati di UNRWA, su 35 ospedali nella Striscia nessuno di essi è pienamente funzionante e 23 (il 66%) lo sono parzialmente. Ciò ha comportato un forte aggravamento della crisi umanitaria in corso e, complici la malnutrizione e le precarie condizioni igieniche, l'espansione di malattie infettive, come diarrea, scabbia, itterizia, varicella, pidocchi.

#### Ostacoli e blocco degli aiuti umanitari
Il 9 ottobre 2023 Israele dichiarò il "completo assedio" della Striscia, con un blocco totale degli aiuti umanitari che durò fino al 20 ottobre. Il 14 ottobre si fermarono gli impianti di dissalazione di Gaza, lasciando senz'acqua 650 000 persone. Se successivamente gli aiuti tornarono a entrare, nei mesi successivi Israele impose continue restrizioni all'assistenza umanitaria.
Le Nazioni Unite hanno verificato diversi casi di attacchi israeliani diretti contro persone in cerca di cibo o assistenza sanitaria, o direttamente agli operatori medici o umanitari. Tra gennaio e aprile 2024 vi sono stati 36 casi di spari o colpi di artiglieria presso le rotonde di Al Nablusi e Al Kuwaiti, due luoghi di fornitura degli aiuti a Gaza Nord. Tra di essi vi è la strage del 29 febbraio 2024 presso la rotonda Al Nablusi, divenuta nota come "massacro della farina": l'IDF aprì il fuoco sulla folla, causando una generale fuga disordinata: in tutto 118 persone morirono dopo essere state colpite dai proiettili o calpestate o investite da veicoli in fuga.
Altri attacchi sono invece stati effettuati direttamente contro il personale umanitario. In base ai dati forniti dall'Agenzia delle Nazioni Unite per il soccorso e l'occupazione dei profughi palestinesi nel vicino oriente (UNRWA), al 30 maggio 2025 sono stati uccisi 310 operatori umanitari dell'agenzia. A partire dal mese di marzo 2024 il numero di attacchi aumentò, in particolare nei confronti dei membri dei "comitati popolari e tribali" palestinesi, usati per fornire gli aiuti alimentari (che il 31 marzo annunciarono la cessazione delle loro operazioni), e contro i membri della polizia civile (controllata da Hamas) impegnati in operazioni di distribuzione di cibo. Altri attacchi sono avvenuti contro le sedi locali usate da UNRWA: al 30 maggio 2025 secondo l'agenzia ONU si contavano 311 attacchi e 767 persone uccise mentre erano rifugiate in rifugi delle Nazioni Unite. Attacchi simili sono avvenuti anche nei confronti di altre ONG che si occupavano di aiuti, come Medici senza frontiere, International Rescue Committee e Medical Aid for Palestinians. L'attacco contro un convoglio di World Central Kitchen, avvenuto il 1 aprile 2024, che causò 7 vittime tra gli operatori umanitari, portò alla sospensione delle operazioni a Gaza da parte della stessa World Central Kitchen e di American Near East Refugee Aid, suscitando un'ampia condanna internazionale. Israele su quel caso aprì un'inchiesta interna, che concluse che si era trattato di un "grave errore".

##### La crisi umanitaria
Gli ostacoli posti da Israele alla fornitura e alla distribuzione degli aiuti, uniti alla distruzione di infrastrutture civili e aree agricole attraverso i bombardamenti e le azioni militari sul terreno, alla presenza di ordigni inesplosi, alle evacuazioni forzate e al collasso dell'ordine pubblico, hanno comportato la nascita di una grave crisi umanitaria nella Striscia. Nel gennaio 2024 la popolazione gazawi ha iniziato a morire per fame, in particolare bambini e anziani. Al 30 aprile 2025 secondo UNRWA l'intera popolazione della Striscia aveva un alto livello di insicurezza alimentare, con 470 000 persone che vivevano una situazione "catastrofica". L'83% delle colture e dei pozzi e il 71% delle serre risultava distrutto. Il 90% delle famiglie viveva in una situazione di insicurezza idrica.

#### Evacuazioni forzate
Nell'aprile 2024 ormai il 1,7 milioni di gazawi (il 75% della popolazione) viveva in rifugi di fortuna sovraffollati senza poter accedere ai servizi fondamentali. Tra di essi 17000 bambini erano non accompagnati o separati dalle proprie famiglie.

#### Detenzioni e uso di scudi umani
Dall'inizio del conflitto, secondo le stime di OHCHR, Israele ha preso prigionieri migliaia di gazawi. Tra di essi, molti sono stati catturati mentre erano rifugiati presso scuole, ospedali o campi profughi, oppure presso i check-point durante le evacuazioni forzate dal nord della Striscia. Tra di loro vi sono anche 40 membri di UNRWA, ma anche ragazzi adolescenti, donne e anziani. Secondo quanto dichiarato da prigionieri poi rilasciati, i soldati israeliani li avrebbero anche derubati dei propri averi. Alcuni prigionieri sarebbero inoltre stati utilizzati come scudi umani nel corso delle ispezioni di edifici e dei tunnel costruiti da Hamas e dagli altri gruppi armati. Una volta catturate, queste persone sarebbero state portate in centri di detenzioni provvisori creati nella Striscia. Alcune di loro sarebbero state rilasciate, mentre le altre sarebbero state portate in prigioni in Israele e nella Cisgiordania occupata.

#### Uccisioni di giornalisti
Al 2 settembre 2024 OHCHR aveva verificato l'uccisione di 91 giornalisti palestinesi (mentre il sindacato dei giornalisti palestinesi sosteneva fossero 133 già ad aprile 2024). Ciò ha avuto pesanti conseguenze sulla possibilità di conoscere e divulgare nel mondo crimini internazionali da parte delle parti in conflitto. Secondo l'agenzia ONU in diversi casi vi sarebbero prove di uccisioni mirate di giornalisti palestinesi da parte dell'esercito israeliano.

#### Distruzione delle telecomunicazioni
In almeno nove diverse occasioni, secondo quanto riporta OHCHR, attacchi israeliani alle reti telefoniche e internet e ai rispettivi addetti, oltre al blocco nella fornitura di energia elettrica e di carburante da parte di Israele, avrebbero portato alla completa interruzione del servizio internet e telefonico in tutta la Striscia, a volte per più di una settimana. Ciò ha avuto pesanti conseguenze sia sul lavoro degli operatori umanitari, sia su quello dei giornalisti, sia sulla stessa possibilità per i civili di ottenere le informazioni necessarie a trovare cibo o un rifugio. Se da un lato il blocco delle comunicazioni del nemico costituisce un obiettivo militare legittimo, secondo quanto rilevato dagli esperti delle Nazioni Unite, attacchi sistematici alle reti di telecomunicazione con gravi effetti anche per i civili non sarebbero invece compatibili con le norme del diritto internazionale.

### Crimini in Cisgiordania e in Israele

#### Detenzioni di massa
Israele non ha fornito alcuna informazione su luoghi, modalità di detenzione e processi a carico dei miliziani palestinesi arrestati nel corso dell'attacco del 7 ottobre. I prigionieri catturati a Gaza invece sarebbero detenuti nei carceri militari di Anatot, Sde Teiman e Zikim. Oltre ad esse sarebbero state usate anche prigioni civili come Ofer, Damon e Ketziot. Secondo quanto dichiarato dalle autorità israeliane, al maggio 2024 erano stati emessi 4000 ordini di detenzione temporanea e 2000 ordini definitivi, mentre 1500 persone sarebbero state liberate e riportate a Gaza. Buona parte dei detenuti non è stata informata dei motivi dell'arresto, non ha ricevuto assistenza legale e non è stata sottoposta a processo. Inoltre di norma le famiglie dei detenuti non sono informate del loro destino e del luogo di detenzione. Secondo quanto dichiarato dalle autorità israeliane, sarebbero 500 i detenuti membri di Hamas o del Jihad islamico in Palestina. Secondo quanto riferito da OHCHR, in diversi casi l'esercito israeliano avrebbe fatto arresti di massa per poi interrogare tutti gli arrestati sulla posizione di tunnel e ostaggi e individuare tra loro i membri di organizzazioni armate.
Oltre a loro, immediatamente dopo l'inizio del conflitto le autorità israeliane hanno tolto il visto e arrestato tutti i cittadini gazawi presenti in Israele, secondo le stime di OHCHR circa 10300 persone, portate nelle prigioni militari di Sde Teiman o Anatot e nella prigione di Ofer. Tra di loro, al giugno 2024 3200 erano stati liberati e riportati a Gaza, 6441 erano stati liberati in Cisgiordania, e infine un migliaio rimaneva presumibilmente ancora nelle carceri israeliane.
Le autorità israeliane hanno inoltre fortemente aumentato anche gli arresti in Cisgiordania. Al giugno 2024 nelle carceri israeliane, secondo i dati ufficiali forniti dallo Stato ebraico, vi erano 9440 palestinesi detenuti per motivi legati alla sicurezza nazionale (in forte aumento in confronto ai 5088 detenuti prima del 7 ottobre). Tra di loro, vi erano 3377 prigionieri in detenzione amministrativa (quindi senza processo), 1415 detenuti provvisori in virtù della legge sui "combattenti illegali", 2561 detenuti in custodia cautelare e 2087 detenuti dopo un processo. I palestinesi arrestati dopo il 7 ottobre in base ai dati di associazioni palestinesi sarebbero 8910, tra cui 295 donne e 630 bambini.
Secondo quanto riferito da OHCHR, molti arresti sarebbero stati effettuati senza basi legali e in violazione del diritto internazionale, ad esempio arrestando familiari di combattenti clandestini in modo da convincerli a consegnarsi. Altri arresti sarebbero stati effettuati contro giornalisti e attivisti palestinesi per i diritti umani a causa delle loro attività, colpendo così la loro libertà di espressione, come nel caso degli attivisti Munther Amira (liberato dopo un mese e mezzo), Diala Ayesh e Khalida Jarrar. In base ai dati delle associazioni palestinesi, dal 7 ottobre 2023 al giugno 2024 sarebbero stati arrestati 76 giornalisti palestinesi, tra i quali 49 risultavano ancora detenuti.
Arresti per crimini di opinione sono stati effettuati anche in Israele e a Gerusalemme est, con 401 persone (tra cui la grande maggioranza sono arabi israeliani) arrestate dal 7 ottobre 2023, secondo quanto dichiarato dalle stesse autorità israeliane. Tali arresti sono stati effettuati in diversi casi contro manifestanti pacifici che esprimevano solidarietà alla popolazione gazawi e protestavano contro la guerra in corso, ma anche per semplici post sui social network, con periodi di detenzione in media di qualche mese.

##### Condizioni di detenzione
Secondo quanto riportato da OHCHR, le condizioni di detenzione dei prigionieri palestinesi sarebbero fortemente peggiorate a seguito del 7 ottobre, con la riduzione di cibo (tale da provocare malnutrizione), acqua corrente (fornita solo un'ora al giorno), assistenza medica, elettricità, e l'assenza di visite e assistenza legale. Ai prigionieri sarebbero inoltre state tolte le coperte d'inverno, con le finestre lasciate aperte. Tutti i beni personali dei prigionieri sarebbero stati confiscati. Tali condizioni di detenzione sono state rivendicate dallo stesso Itamar Ben-Gvir, ministro israeliano per la sicurezza nazionale, che ha dichiarato che i "terroristi palestinesi" venivano tenuti ammanettati in celle buie, con un buco nel pavimento per gabinetto e con l'Hatikvah sempre in esecuzione.  Secondo quanto dichiarato da medici israeliani, i detenuti feriti sarebbero legati ai propri letti e incappucciati e verrebbero nutriti attraverso cannucce. Molte prigioni inoltre, in base a quanto riferito dagli ex detenuti liberati, sarebbero sovraffollate, con un numero di prigionieri variabile dai 13 ai 20 in celle adatte per 5 persone e di conseguenza l'assenza di letti per tutti i detenuti (tale situazione è permessa in base allo stato di emergenza carcerario votato dalla Knesset). Anche il diritto a seguire i precetti della religione islamica, come le preghiere rituali giornaliere, sarebbe stato negato.
In diversi casi i prigionieri palestinesi hanno raccontato casi di pestaggi, che in alcuni casi, come nella prigione di Ketziot, sarebbero stati sistematici. In quella prigione un detenuto sarebbe morto in conseguenza dei colpi subiti, mentre altri avrebbero subito amputazioni in conseguenza dei pestaggi. Nelle prigioni militari gli abusi sono in genere peggiori che in quelle civili.